# Mihăești, Olt
Mihăești là một xã thuộc hạt Olt, România. Dân số thời điểm năm 2002 là 1996 người.